# Ректальная термометрия
Ректальная термометрия — измерение ректальной температуры путем введения термометра в прямую кишку через задний проход. Обычно этот способ измерения температуры считается наиболее точным, но некоторые могут счесть это инвазивной или унизительной процедурой.

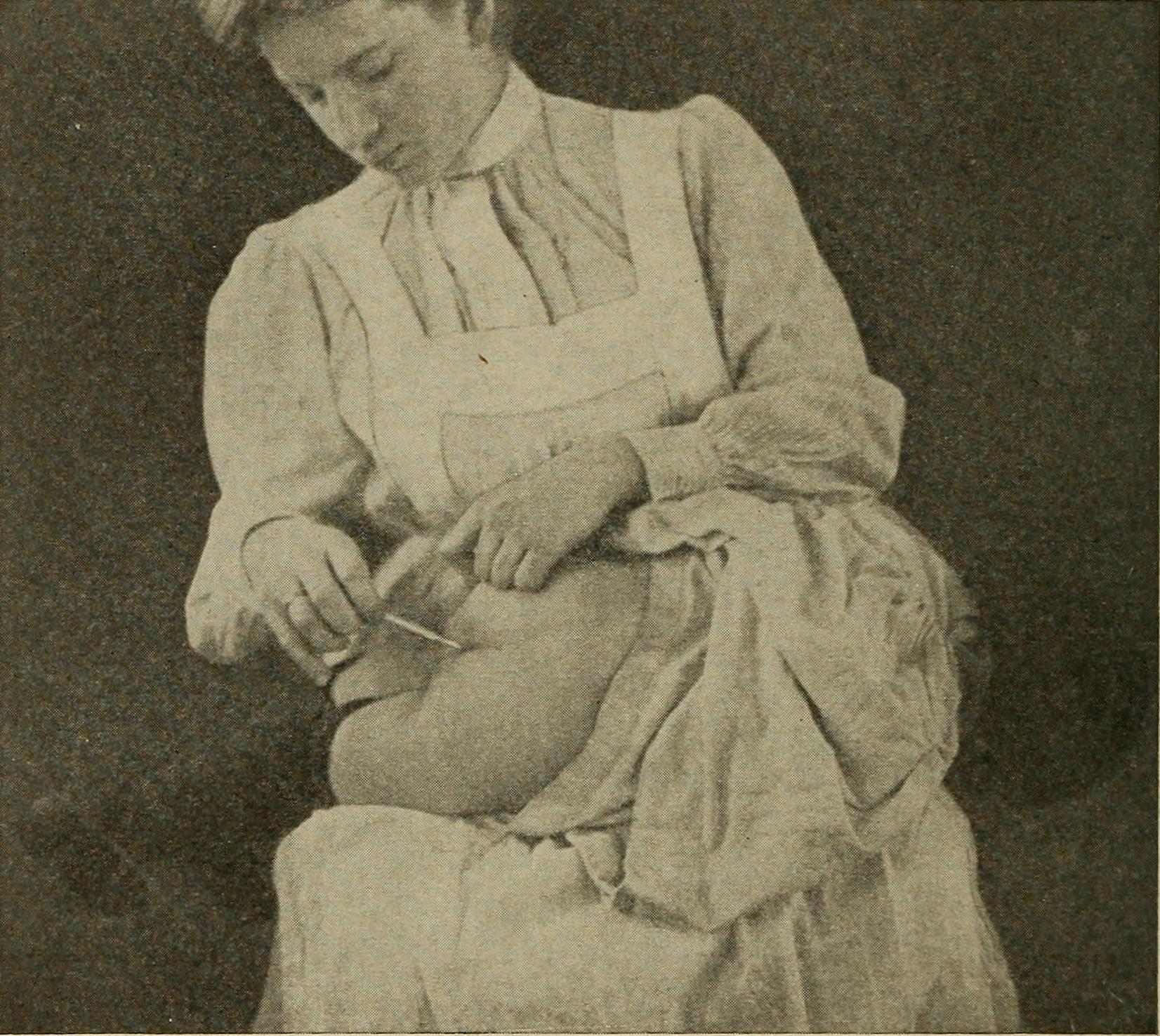
Медсестра, измеряющая ректальную температуру ребёнка

## Использование и процесс процедуры
Ректальная термометрия широко используется в ветеринарии и педиатрии, а также взрослыми в домашних условиях, которые хотят получить максимально точные показания температуры и не обращают внимания на инвазивный характер, связанный с безболезненной процедурой. Это достигается путем введения кончика термометра, обычно смазанного личной смазкой для устранения трения и облегчения введения в анус, на глубину, для взрослого 3,8 см или для ребенка от 0,5 до 1 дюйма (1,3 и 2,5 см). Затем наконечник термометра необходимо оставить на месте до получения показаний, обычно около 3 минут для ртутных термометров и 1 минуты для более новых электронных типов. Важно помнить, что нормальный диапазон внутренней температуры человека, измеряемый ректальным термометром, составляет от 37,0 до 38,0 градусов Цельсия.